# Hedås landeri

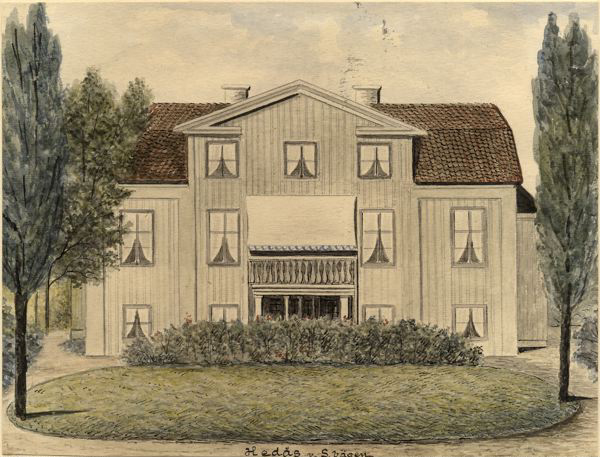
Hedås landeri 1911.

Hedås landeri var ett landeri i Göteborg som hade ursprung som tobaksplantage under mitten av 1700-talet. Lilla Hedås avstyckades sannolikt under början av 1800-talet. Det låg nära korsningen Södra Vägen/Engelbrektsgatan. På 1860-talet löstes både Hedås och Lilla Hedås in av Göteborgs stad och området bebyggdes som en del av stenstaden omkring 1890-1910. Mangårdsbyggnaden till Hedås landeri låg där Hedåsgatan 13 nu ligger och revs omkring år 1916.